# Andrena nigroaenea
Andrena nigroaenea (Kirby, 1802) è un insetto apoideo della famiglia Andrenidae .

## Ecologia
Gli insetti del genere Andrena sono frequentemente chiamati in causa quali insetti impollinatori di orchidee del genere Ophrys. Tale relazione è legata ad una somiglianza chimica tra le secrezioni cefaliche di questi insetti e alcune sostanze volatili prodotte dalle specie del genere Ophrys . 
In particolare Andrena nigroaenea è stata segnalata quale possibile insetto impollinatore di Ophrys araneola, Ophrys sphegodes e Ophrys fusca .

## Tassonomia
In Italia ne sono note due sottospecie :
- Andrena nigroaenea nigroaenea (Kirby, 1802) - presente in tutto il territorio

- Andrena nigroaenea nigrosericea Dours, 1872 - sottospecie endemica della Sicilia